# 佐藤真理子 (歌手)
佐藤 真理子（さとう まりこ）は、日本のロック歌手。

## 経歴
秋田県大館市出身。東宝芸能学校卒業。
1973年にNHKのヤング101に第4期生として加入。大原マリ子の名前で、同期生の畑山佳代、石川裕子とともに「アップルズ」を結成して、NHK総合テレビジョンの音楽番組『ステージ101』に1974年3月31日の最終回まで出演した。同年、アップルズはスリーナッツとして徳間音工より 「髭をそらないで」でレコードデビューして、計2作のシングルをリリースした。
その後、芸能活動を中止したが、“YOSAKOI”ブームが起こる以前から民謡に着目し、1991年より民謡ロックを手がける。再び芸能活動を中止したのち、2004年（平成16年）より東京を中心に音楽活動をおこなっている。日本各地でのライブ活動やCD「The 民謡 ReVoLuTion」(SugarBallDisk、品番BALL-0427）,「The 民謡 ReVoLuTion vol.2」(SugarBallDisk、BALL-0525）の発表などで活躍しており、第4回 New York Japan Festivalに出演した。

## 音楽

### シングル（グループ名義）
スリーナッツ名義
1. 髭をそらないで / 愛の真実（1974年）[注釈 2]
作詞：なかにし礼／作曲・編曲：馬飼野俊一
  - (c/w) 愛の真実 - 作詞：なかにし礼／作曲・編曲：馬飼野俊一

ドクタームー＆ワー・ワー名義
1. ドクタームー / 独身貴族（1977年）[注釈 3]
作詞：くろす雄葉／作曲：杉本真人／編曲：土田浩一
  - (c/w) 独身貴族 - 作詞：杉紀彦／作曲：杉本真人／編曲：土田浩一

### シングル（ソロ名義）
1. ハートブレイク / ミスキャスト（1990年）
作詞・作曲：谷地田丈夫
  - (c/w) ミスキャスト - 作詞・作曲：谷地田丈夫
2. AKITA ONDO / DONPAN BUSHI（1992年）
作詞・作曲：秋田県民謡
  - (c/w) DONPAN BUSHI - 作詞・作曲：秋田県民謡

### アルバム（ソロ名義）
1. The 民謡 ReVoLuTion[注釈 4]
2. The 民謡 Revolution vol.2 Dance Dance Dance[注釈 5]
3. SANSARA ※MARICO名義[3]